# 圣母主教座堂 (安特卫普)
圣母主教座堂（荷蘭語：Onze-Lieve-Vrouwekathedraal）位于比利时安特卫普的一座天主教教堂，始建于1351年，尖顶高123米。虽然第一阶段建造已于1521年结束，但主教座堂至今仍未全部完工。该主教座堂由建筑师扬·阿佩尔曼斯及其子彼得·阿佩尔曼斯设计建造，呈现出哥特式风格。主教座堂里收藏了许多彼得·保罗·鲁本斯的作品。

## 流行文化
該教堂也是法蘭德斯之犬（龍龍與忠狗）的故事舞台之一。